# Ednokutyevo
Ednokutyevo (macedónul: Еднокуќево) település Észak-Macedóniában, a Délkeleti körzet Boszilovói járásában.

## Népesség
| Lakosok száma | 426  | 511  | 501  | 504  | 577  | 668  | 654  | 678  | 634  |
|               | 1948 | 1953 | 1961 | 1971 | 1981 | 1991 | 1994 | 2002 | 2021 |

2002-ben 678 lakosa volt, akik közül 557 macedón, 107 török és 14 egyéb nemzetiségű.